# Elias Baum
Elias Niklas Baum, né le 26 octobre 2005 à Francfort-sur-le-Main, est un footballeur allemand qui évolue au poste de défenseur ou de piston droit au SV Elversberg, en prêt de l'Eintracht Francfort.

## Biographie

### Carrière en club
Elias Baum commence à jouer au football au FC 1957 Marxheim et rejoint en 2015 l'Eintracht Francfort. Il signe en décembre 2022 un contrat à long terme avec le club. Le joueur est utilisé à partir d'avril 2023 par l'équipe réserve de l'Eintracht, avec laquelle il est promu en Regionalliga Südwest après avoir remporté l'Oberliga Hessen lors de la saison 2022-2023. Le 9 novembre 2023, il fait ses débuts professionnels avec l'équipe première lors d'une victoire 1-0 contre le HJK Helsinki en Ligue Europa Conférence. Le 9 décembre 2023, il dispute son premier match en Bundesliga, entrant en jeu lors d'une victoire 5-1 contre le Bayern Munich.
Pour la saison 2024-2025, il est prêté au SV Elversberg, en 2. Bundesliga.

### En sélection
Baum fait ses débuts en novembre 2021 avec l'équipe d'Allemagne des moins de 17 ans, pour laquelle il compte deux sélections. Après sept apparitions et un but avec l'équipe des moins de 18 ans, il intègre l'équipe des moins de 19 ans en septembre 2023, puis les moins de 20 ans en septembre 2024.

## Palmarès

### En club
Eintracht Francfort rés.
- Oberliga Hessen (D5)
  - Champion en 2022-2023[6]

### En sélection
Allemagne espoirs
- Championnat d'Europe
  - Finaliste en 2025

### Distinction individuelle
- Médaille Fritz Walter U19 de bronze en 2024[7]